# 中職棒球女孩
中職棒球女孩為中華職棒專屬啦啦隊，成員有16人。

## 簡史
於2015年7月成軍，初期由參賽者自行組團參與「啦啦隊選秀會」，獲勝團體將可擔任「中職棒球女孩」，任期至當年12月31日止。最終由「Twenty.S啦啦隊」脫穎而出而獲入選成為中職棒球女孩。
之後與M17 Entertainment合作，同時改為允許個人報名及徵選。

## 成員簡介

### 現役成員
| 名稱       | 出生月日 | 備註 |
| ---------- | -------- | --- |
| 騷寶寶     | 2月16日  | 本名葉雨萍，過去曾為中華職棒義大犀牛專屬啦啦隊犀晴女孩成員。老公現為中信兄弟球員陳家駒，於2014年9月11日於澄清湖棒球場面對義大犀牛的比賽，於延長十局半擊出生涯首支再見全壘打，引發公眾對於「球隊啦啦隊成員於非工作時間，是否能幫他隊球員加油」的討論。                |
| YUMI       | 1月18日  | 本名顏若溱，華岡藝術學校畢業。曾為中華職棒兄弟象專屬啦啦隊象Young女孩成員。後來與活動圈友人組成「Twenty.S啦啦隊」，參與中華職棒「啦啦隊選秀會」，最終脫穎而出，獲得入選成為中職棒球女孩。                                                                            |
| 昂昂       |          | 本名王子瑜。 |
| 杯杯       | 6月28日  | 本名黃力珊，輔仁大學體育學系舞蹈專長畢業。曾為「Twenty.S啦啦隊」成員，現為舞團Mars Angel成員。 |
| Mia        | 11月1日  | 本名陳甯亞，原為幕後造型師及化妝師，2019年以LamiGirls練習生身分參與訓練後，於同年10月補賽週首次上場。2020正式加入Rakuten Girls行列原為幕後造型師及化妝師，因照片被公布在網路平台上，引起網友瘋狂轉載後陸續收到各大節目邀請，因而由幕後轉幕前，近期開始接演網路戲劇。 |
| Minnie妮妮 | 3月15日  | 本名葉家妤。後來成為JKF百大女郎，同時也是舞團funky girls的成員。 |
| 焦糖可可   |          | |
| 芮絲       | 8月30日  | 本名楊佳柔。舞團O2 GIRL氧氣女孩成員，於2017亞冠賽擔任中職代表隊啦啦隊。 2020年加入中華職棒統一7-ELEVEn獅的專屬啦啦隊Uni Girls。 |
| 蘿拉       |          | 本名李佳玲，曾獲得2018年海祭甜心冠軍。 |
| Mimi美美   | 8月28日  | 本名陳美貞。樹德科技大學表演藝術學系畢業。過去曾為中華職棒義大犀牛專屬啦啦隊犀晴女孩成員。 |
| 小綠兒     | 5月28日  | 本名葉蘭青，國立台中科技大學休閒事業經營學系畢業，具有泰雅族血統，暱稱為「泰雅公主小綠兒」。2013年成為中華職棒兄弟象專屬啦啦隊象Young女孩成員。2020年加入卡丁車啦啦隊「浩星女孩」成員，並啟用新藝名「嵐青」。同時也是女團Single Lady的成員。                         |
| 奈奈兒     |          | |
| 張小壹     | 1月3日   | |
| 張摸摸     | 3月2日   | 本名張巧芸，真理大學應用日語學系畢業。2015年10月～2021年3月期間在17live直播，2021年4月轉至UP live直播。出版寫真書名為「想要摸摸」。 |
| Meigo      | 8月3日   | 本名江瑋琳，2019年以藝名「粿粿」加入中華職棒中信兄弟的專屬啦啦隊Passion Sisters。 |
| 阮糖       | 10月25日 | 本名阮靖貽，華岡藝校表演藝術科街舞組畢業。 |

## 備註
1. ↑  .   [2020-09-24]. （原始内容存档于2017-04-25）.
2. ↑  王子瑜‧anan、顏若溱Yumi‧尤咪、BeiBei‧黃杯杯、葉雨萍(阿寶B)，共計4位成員。
3. ↑  王子瑜‧anan、顏若溱Yumi‧尤咪、BeiBei‧黃杯杯、葉雨萍(阿寶B)，共計4位成員。
4. ↑  .   [2020-09-24]. （原始内容存档于2017-04-25）.
5. ↑  .   [2020-11-01]. （原始内容存档于2022-04-26）.

## 外部連結
- 中職棒球女孩的Instagram帳戶 （繁體中文）
- 中職棒球女孩的Facebook專頁 （繁體中文）